# Silbomyia cyaneus
Silbomyia cyaneus är en tvåvingeart som beskrevs av Matsumura 1916. Silbomyia cyaneus ingår i släktet Silbomyia och familjen spyflugor.
Artens utbredningsområde är Taiwan. Inga underarter finns listade i Catalogue of Life.